# Шукухи, Аминджан
Аминджан Шукухи (тадж. Аминҷон Шукӯҳӣ; урождённый Аминджан Ходжибаев; 1923—1979) — советский таджикский поэт, известен в современной таджикской литературе как поэт-лирик. Народный поэт Таджикистана. Лауреат Государственной Премии Таджикской ССР им. Абуабдулло Рудаки (1965). Около 10 лет — главный редактор центральной газеты Таджикской ССР «Советский Таджикистан». Первый председатель Союза журналистов Таджикской ССР, с 1967 по 1976 год возглавлял Государственный Комитет Таджикской ССР по телевидению и радиовещанию. Депутат Верховного Совета Таджикской ССР четырёх созывов.

## Биография
Свои творческие шаги Аминджон Шукухи начинал ещё в 30-е годы прошлого века, но первые его публикации отмечены в начале 40-х. Аминджон Шукухи был принят в члены Союза Писателей СССР в 1947 году, когда ему было всего 24 года.
Расцвет творчества Аминджона Шукухи приходится на 50-е годы прошлого столетия. Он пишет серию лирических сборников и становится признанным лидером лирического жанра. Среди первых работ - сборник «Голос сердца». Аминджон Шукухи искусно ловит послевоенное дуновение оттепели и изящно уходит от строго патриотических и идеологически сжатых форм к более романтичным, чем вызывает огромный интерес, особенно у молодежи.
Известный таджикский поэт А. Кулали отмечал: «Стихи Шукухи были гимном молодежи, и мы жадно ждали его новых творений».

Венцом лирики Шукухи стали его стихи «Ту гул не» (Ты не цветок), который стал абсолютно новым подходом к уже сложившимся образам в персидских газелях. Спустя многие десятилетия это стихотворение остаётся одним из самых известных творений XX века в таджикской литературе. Из более крупных работ Шукухи критики отмечали поэму «Аллея влюбленных», которая также нашла широкий отклик среди почитателей творчества А.Шукухи.
В 1965 году, за цикл стихов «Семья и любовь» Аминджон Шукухи удостаивается звания Лауреата Государственной Премии им. Абуабдулло Рудаки, высшей награды в области литературы в Таджикистане.
Около 10 лет он был главным редактором центральной газеты Таджикской ССР «Советский Таджикистан».

Затем многие годы он работал заместителем председателя Союза Писателей Таджикистана, являлся первым председателем Союза журналистов Таджикистана, и наконец, с 1967 г. по 1976 г. он возглавлял Государственный Комитет республики по телевидению и радиовещанию. Аминджон Шукухи был депутатом Верховного Совета республики четырёх созывов.
Один из самых известных детских писателей Таджикистана. Его повесть (трилогия) «Откуда вода течёт?» стала шедевром детского рассказа и была переведена на многие языки. Название книги стало идиоматическим выражением в современном таджикском языке. Детские стихи автора стали частью образовательного фонда и нашли место во многих учебниках начальных классов. Шукухи также известен как высококлассный журналист. Он почитаем в Таджикистане как мастер жанра публицистики. Его передовицы и очерки до сих пор используются как источники для обучения нового поколения филологов. Известный фельетон А. Шукухи «Где же ты солнце моё?», стал практически бестселлером и был признан как один из лучших фельетонов советского периода.
Оставаясь поэтом, Аминджон Шукухи создал ряд произведений, которые доказали его истинное мастерство, как прозаика. В 1961 году, его повесть «Шахло», и затем продолжение повести «Шахло и Шифо», написанная в соавторстве с Х. Аскаром, имела огромный успех. Тема борьбы с невежеством, затронутая в повести, остается очень актуальной по сей день.
Его поздние работы повести «Личная подпись», «Фея острова» и роман «Зигзаги дорог» (который был отмечен на всесоюзном уровне) окончательно закрепили за А. Шукухи регалии талантливого прозаика. Шукухи был известен как изящный юморист. Его сборник «Рассказы Муллолатифа» - это прекрасный образец отображения народного юмора в литературе.
Его поздние работы повести «Личная подпись», «Фея острова» и роман «Зигзаги дорог» (который был отмечен на всесоюзном уровне) окончательно закрепили за А. Шукухи регалии талантливого прозаика. Шукухи был известен как изящный юморист. Его сборник «Рассказы Муллолатифа» - это прекрасный образец отображения народного юмора в литературе.
Композиторы высоко отзывались о мастерстве стихосложения А.Шукухи. Ими были созданы десятки песен на его стихи, которые исполняются по сей день мастерами народной и эстрадной песни. Песня из кинофильма «Сыну пора жениться» «Мухаббат омаду олам дигар шуд» (Пришла любовь и изменился мир) (Музыка З. Шахиди, русское исполнение Батыр Закиров), стала бессмертным хитом и остается в репертуаре таджикских певцов спустя 60 лет. Сегодня эту песню поют десятки исполнителей в разных странах. 
Первым таджикским вальсом назвали песню «Мепарварам» - слова Аминджона Шукухи, музыка Фозила Солиева.
Не менее известной работой Шукухи была - знаменитое либретто к опере «Возвращение». Драматургическая деятельность Шукухи была весьма успешной. Его пьеса на военную тему «Ночи разлуки» и музыкально-комедийные телепостановки были очень тепло восприняты зрителями.
Аминджон Шукухи был знаком со многими известными литераторами своей эпохи. Булат Окуджава, Алексей Сурков, Сергей Баруздин, Семен Липкин и многие другие высоко оценивали творчество Шукухи. Работы Аминджона Шукухи были опубликованы в Германии, США, Иране, Пакистане, Афганистане, Узбекистане, Азербайджане, Армении, Эстонии, Литве, Украине и других странах.
Аминджон Шукухи был знаком со многими известными литераторами своей эпохи. Булат Окуджава, Алексей Сурков, Сергей Баруздин, Семен Липкин и многие другие высоко оценивали творчество Шукухи. Работы Аминджона Шукухи были опубликованы в Германии, США, Иране, Пакистане, Афганистане, Узбекистане, Азербайджане, Армении, Эстонии, Литве, Украине и других странах.
Скончался в 1979 году, похоронен на Центральном кладбище Душанбе.

## Награды
- Народный поэт Таджикистана
- Лауреат Государственной премии им. А.Рудаки
- дважды кавалер «Ордена Трудового Красного Знамени»
- кавалер «Ордена Знак Почёта»
- грамоты Верховного Совета СССР и Таджикской ССР

## Память
- На родине поэта его именем названы улицы, школы и библиотеки. Его бюст установлен на территории школы № 26 в посёлке Румон Согдийской области, где он когда-то учился и работал педагогом.
- В 2013 году детской областной библиотеке в Согдийской области было присвоено имя народного поэта Таджикистана Аминджона Шукухи.